# Antsoatany
Antsoatany is een plaats en commune in het centrum van Madagaskar, behorend tot het district Antsirabe II, dat gelegen is in de regio Vakinankaratra. Tijdens een volkstelling in 2001 telde de plaats 10.429 inwoners.
De plaats biedt enkel lager onderwijs aan. 97 % van de bevolking werkt als landbouwer en 3 % houdt zich bezig met veeteelt. De belangrijkste landbouwproducten zijn mais en rijst; andere belangrijke producten zijn bonen en aardappelen. 